# Szilvássy János
Szilvássy János (Budapest, 1981. augusztus 7.–) színész, énekes, előadó.
Tanulmányait az Erkel Ferenc Általános Iskola opera tagozatában kezdte. Pályáját gyermekszínészként, 8 évesen a Magyar Állami Operaház gyermekkarában, majd 13 évesen, a Budapesti Operett Színházban folytatta. Ezután a Fényes Elek Közgazdasági és, Gazdasági Szakközépiskolában végzett, majd a Dajka Margit Színész Bábszínész stúdiónál színész 2 és bábszínész végzettséget szerzett. A JPTE művelődésszervező karán folytatta tanulmányait.
Toldy Máriánál, majd Gór Nagy Máriánál tanult, elvégezte a Kolibri Színház Színiiskoláját.
Játszott sokféle szerepet mesétől a musicalen át, énekelt számtalan operát. Játszott már filmben, reklámban, főbb szerepekben és statisztaként is. De művelődésszervezőként a Dési Művelődési házban, vagy nézőtéri ültetőként az Operában is megfordult.
Jelenleg  a Madách Színházban Az Operaház fantomjában (kórustagként is), a Fogi Színháznál mesedarabokban játszik és énekel, a TMK Színpad Művész Kávézójában énekesként működik közre.

## Főbb szerepei

### Filmek
- A játékos (Makk Károly filmje - a „kis” fiú) 1993
- Vak vagányok (Hivatalnok - énekes) 1995
- Janus (Gyöngyössy Bence - a főszereplő fia) 2014
- Beethowen kisfilm (Beethowen) 2015

### Sorozatok
- Édes élet (L. L. Juniorral) 2014
- Magánnyomozók (Simon) 2014
- Családi titkok (Apa) 2013
- Színház és más semmi ( Fotóriporter) 2015
- Vándorszínészek ( színész dublőr) 2015
- Brigi és Brúnó (barát) 2022

### Színház
- Cigánybáró: Kis cigánybáró (Erkel Színház 1989-1993)
- Carmen: Gyermekkari tag (Erkel Színház és opera 1991-1996)
- Jancsi és Juliska: Elvarázsolt gyerek- Jancsi (Erkel Színház 1992)
- Wozzeck: Kórustag (Opera 1992-1993)
- Bohémélet: Gyermekkari tag (Opera 1992-1993)
- Bajazzók: Kórustag (Opera és lemezfelvétel 1993)
- Háry János: Gyermekkari tag (Erkel Színház 1993)
- Gioconda: Gyermekkari tag (Erkel Színház 1993)
- Carmina Burana: Carl Orff (Opera 1993)
- Don Carlos: Kórustag (Opera és Erkel Színház 1993-1994)
- Rózsalovag: A 7. Fiú (Opera 1993-1994)
- Tosca: Gyermekkari tag (Opera 1993-1995)
- Hoffmann meséi: Tűzoltó fiú (Opera 1994-1995)
- Valahol Európában: Csapattag, Kórus (Operett Színház szegedi szabadtéri játékokon 1995)
- Valahol Európában: Professzor (Operett Színház 1995- 1998)
- Sissy és én: Morci (Csongrádi Katával a Tivoli Színházban 1997)
- Szebeni fiúk: Palánkos Karcsi (Kolibri Színház 1997-1998)
- Elisabeth: Kis Rudolf, kórus (Operett Színház 1998-2000)
- Grease: Roger, Doody, Sany, Vince Fontaine (Bubik István Színház 1998-2008)
- Padlás: Té Müller (Budapest Bábszínház, Thália 1998-2008)
- Kolumbusz: II. Fülöp, Sant Angel kincstárnok (Budapest Bábszínház, Thália Színház 1998-2008)
- Godspeel: Keresztelő Szent János (Budapest Bábszínház - Toldy Mária Stúdió 1999)
- Elizabeth: Kórus (Operett Színház szegedi szabadtéri játékokon 1999)
- István a király: Táncos (Magyar Színház 1999)
- Padlás: Té Müller (Miskolci Gurulószínház 1999 )
- Farsang: Rendőrfőnök (Théba Stúdió 2000)
- Mágnás Miska: Pixi gróf (Pintér Tibor Társulatánál a Sziget Színháznál 2001-2003)
- Cyrano: Színházigazgató (Pintér Tibor társulatánál a Sziget Színháznál 2001-2003)
- Csárdáskiráynő: Tábornok (Pintér Tibor Társulatánál a Sziget Színháznál 2001-2003)
- Velencei musical gála: Énekes (Pintér Tibor Társulatánál a Sziget Színháznál 2001-2003)
- Cyrano: Színházigazgató (Pintér Tibor Társulatánál a Sziget Színháznál a Városmajori Szabadtéri Színpadon 2002)
- A farkas szempillái: Szerzetes (Kolibri Színház 2002)
- Elvis, a bajfácán: Elvis vokalistája (Kolibri Színház 2002)
- Királyfi és koldus: Rendőr (Kolibri Színház 2002-2003)
- A nap, a hold és a csillag elrablása: Bábos (Kolibri Színház 2003)
- Dzsungel könyve: Csil (Bubik István Színház 2003-2008)
- Bolond vasárnap: Leo Bujkalov (Kolibri Színház 2004)
- János vitéz: Bábos és János vitéz (Kolibri Színház 2004)
- Csárdáskirálynő: Bóni gróf (Applause Theater 2004)
- Az operaház fantomja: Kórus (Madách Színház 2004-)
- 10. Emeletben: Péter (Csongrádi Mária művésznő rendezésében a Budapesti Kamaraszínházban 2005)
- Várj, míg sötét lesz: Rendőr (Gózon Gyula Kamaraszínház 2005-2008)
- Csongor és Tünde: Csongor (Nevesincs Színház 2006)
- Egy pohár víz: Miniszter (Madách Színház 2006-2008)
- 4 lába van a lónak: Jegorka, a kisinas (Eszenyi Enikővel a Pesti Színházban 2006-2009)
- Grease: Vince Fontaine (Tapolcai Musical Színpad 2007)
- Marica grófnő: Alfréd (Maros Gábor Színház 2007)
- Apám naplója: Operett énekes (Tapolcai Musical Színpad 2007)
- Chicago: Marry Sunshine (Bubik István Színház 2007-2008)
- Hair: Bukovsky, Steve (Bubik István Színház 2007-2008)
- Portugál: Pap (Bubik István Színház 2007-2008)
- Mozart bolondéria: Mozart (Lisziák Elek művész úr rendezésében az Rs9 Színházzal, Budapesti Kamara színházban 2007-2008)
- Mamma Mia: Harry Brith (Musical társulat Spanyolország 2008)
- Bánffy György művész úr emlékműsorán: Konferanszié (Budapesti Kamaraszínház 2008)
- Rómeó és Júlia: Páris (Tapolcai Musical Színpad 2008)
- Nofratéte: Fregoli, a bérgyilkos (Csongrádi Katával a Budapesti Kamaraszínházban 2008-2009)
- István a király: Bese (Tapolcai Musical Színpad 2009)
- Operett gála: Énekes (Tapolcai Musical Színpad Malmö 2009)
- János vitéz: János vitéz (Tapolcai Musical Színpad 2009)
- Marica grófnő: Török Péter, Alfréd (Pesti Fiatalok Színháza 2010)
- Régi nyár: Trafina báró (Pesti Fiatalok Színháza 2010)
- János vitéz: János vitéz (Pesti Fiatalok Színháza 2010)
- Suszter és a karácsonyi manók: Prüsző manó (Fogi Színház 2010-)
- Jézus Krisztus szupersztár: Herodes (Otthon Teátrum 2011)
- Musical gála: Énekes (Otthon Teátrum 2011)
- István a király: Bese (Otthon Teátrum 2011)
- Bob herceg: Bob herceg, Bandatag (Bozsó József rendezésében a Turay Ida Színházban 2011-2012)
- Nebántsvirág: Kiskatona (Csere László rendezésében a Turay Ida Színházban 2011-2012)
- Twist Olivér: Bill Sikes (Csillag Musical Társulat 2013)
- Valahol Európában: Ficsúr (Csillag Musical Társulat 2013-2014)
- Csoda: Pincér, Rendőr (Ascher Oszkár Színház 2013-2014)
- Operett egyveleg: Énekes (Pesti Fiatalok Színháza Csepelen 2014)
- Színes őszi varázs: Énekes (Kokas László Zenés Színkör a Csili Művelődési Központban 2014)
- Aida: Segédszínész (Opera 2014)
- Vidám-kor: Szenesember, Pék, Énekes (Korhinta Színház Társulat 2014)
- Parasztbecsület, Bajazzók: Segédszínész (Opera 2014)
- Don Carlos: Segédszínész (Opera 2014)
- Lúdas Matyi: Lúdas Matyi (Korhinta Színház Társulat 2014)
- Mikulás karácsonyi rénszarvasa: Huncut (Fogi színház 2014- )
- Mátyás király vágyai: Beckó (Korhinta Színház Társulat 2014-2015)
- A Rajna kincse: Segédszínész (Opera 2015)
- Faust: Segédszínész ( Opera 2015)
- Anna Karenina: Professzor, Cord ( Globe Társulat 2015 )
- ÁtlagEmberek: Sanyi (2015)
- Micimackó: Tigris ( Korhinta Színház Társulat 2015)
- Pinokkió: Róka (Korhinta Színház Társulat 2015)
- A barlang bűvös hangja: Elemér, a denevér (Korhinta Színház Társulat 2016)
- Hair: Woodro (2017-)
- Tóth Ilona rockopera: Kollár István( 2017-)
- Babavásár: Herceg (2017-)

Egyéb produkciók
- Művész Kávézó: énekes (TMK Színpad 2015-2016 )

### Később
- Az operaház fantomja: Kórus (Madách Színház 2004-)
- Suszter és a karácsonyi manók (Fogi Színház 2010-)
- Mikulás karácsonyi rénszarvasa: Huncut ( Fogi Színház 2014- )
- Hair: Woodro (2017-)
- Tóth Ilona rockopera: Kollár István( 2017-)
- Babavásár: Herceg (2017-)